# 维塔里·谢尔博
维塔里·谢尔博（或谢尔博，1972年1月13日—），出生在白俄罗斯苏维埃社会主义共和国明斯克市，白俄罗斯和前苏联竞技体操运动员。许多人认为谢尔博是有史以来最伟大和最成功的男子体操运动员，他是唯一赢得所有8个项目世锦赛或奥运会冠军的男子体操运动员：在1992年奥运会上他夺得8个项目中的6枚金牌（团体、个人全能、和6个单项中的4枚金牌——奥运史上体操运动员在一届奥运会上金牌数的最高纪录），在世界体操锦标赛上赢得所有项目的金牌。

## 外部連結
- Vitaly Scherbo在国际体操联合会的相关介绍
- Vitaly Scherbo School of Gymnastics （页面存档备份，存于）
- List of competition results at Gymn Forum （页面存档备份，存于）
- Profile (Belarus Olympic Committee)